# Валоа (графство)
Валоа (на френски: Comté de Valois, Pagus Vadensis) е графство в средновековна Франция, съществувало от 9 век. Чрез наследство графството преминава през 1077 г. към графовете на Вермандуа, странична линия на Каролингите, които са наследени от по-малък син от Дом Капетинги.
Тогава се образува страничната линия на Капетингите, наречена Дом Валоа, която от 1328 до 1589 г. дава кралете на Франция. Столица на графството била Крепи ан Валоа в Пикардия, на 65 км от Париж.
Крал Филип VI, първият Валоа-крал, издига графството през 1344 г. на Перство, неговият наследник крал Луи XII на херцогство, а неговият наследник Франсоа I присъединява територията към кралския домен.

## Графове на Валоа
- Ерменфроа, пр. 895/919 граф на Амиен, Вексен и Валоа
- Раул I (Raoul de Gouy), † 926, 915 граф, граф на Остервант, 923 граф на Амиен, Валоа и Вексен, зет на Ерменфроа (Първия Дом Валоа)
- Раул II (Raoul de Cambrai), X 944, граф на Валоа, Амиен и Вексен, син на Раул
- Гаутие (Валтерий) I, † 992/998, 965 граф на Валоа, Амиен и Вексен, син на Раул I
- Гаутие II le Blanc, сл. 998/1017 доказан, граф на Валоа, Амиен и Вексен, 1017 граф на Мант, син на Гаутие I
- Раул III, † 1060, граф на Амиен, Валоа, Крепи, син на Гаутие II
- Раул IV, † 1074, граф на Валоа, Крепи, Витри, 1064 граф на Амиен и Вексен, Фогт (avoué) на Сен Дени, Jumièges, Saint-Wandrille, Saint-Pierre в Шартър и Saint-Arnoul в Крепи, син на Раул II
- Симон, 1069 доказан, † 1080, граф на Амиен, Валоа, Монтдидие, Bar-sur-Aube, Витри и Вексен, син на Раул III
- Адела, графиня на Валоа; ∞ пр. 1068 Хериберт IV, граф на Вермандуа, 1077 граф на Валоа (Каролинги)

През 1077 г. Симон отива в манастир, неговите владения се раздават. Валоа отива на неговия зет Хериберт IV от Вермандуа.
- от 1077: Хериберт IV, граф на Валоа, от 1045 граф на Вермандуа (Каролинги)
- Одо наричан l'Insensé († сл. 1085), син на предния
- Аделхайд († 1120/24) графиня на Вермандуа и Валоа, сестра на предния, омъжена с
- 1087–1101: Хуго от Вермандуа († 1101) граф на Вермандуа и Валоа (Капетинги)

## Графове на Валоа отДом Франция-Вермандуа(Капетинги)
- Хуго I (1087–1101), съпруг на Аделхайд (Adélaide), по-малък син на френския крал Анри I, граф на Вермандуа и Валоа
- Рудолф I (Раул I le Vaillant) (1102–1152), граф на Вермандуа, Валоа, Амиен и Крепи, Сенешал на Франция 1131-1152, 1147 регент на Франция
- Хугес II le Moine (Св. Феликс от Валоа) (1152–1160), граф на Вермандуа etc., отказва се
- Рудолф II (1160–1167), граф на Вермандуа etc.
- Мабила (1167-1183), графиня на Вермандуа etc.
- Филип от Елзас, съпруг на Мабила, (1167–1191)
- Елеонора (1191–1214), графиня на Вермандуа, Валоа и Сен-Кантен

## Графове на Валоа катоАпанаж
- 1269–1270: Жан Тристан Френски от Дамиета, син на крал Луи IX
- 1286–1325: Шарл I Валоа († 1325), син на крал Филип III, основател на Дом Валоа
- 1325–1328: Филип Валоа, негов син, като Филип VI 1328 крал на Франция

1344 г. графство Валоа е издигнато на Перство.
- 1344–1375: Филип († 1375), негов син, херцог на Орлеан, граф на Валоа
- 1392–1407: Луи I († 1407), син на Шарл V, херцог на Орлеан, граф на Анжу
- 1407–1465: Шарл († 1465), негов син, херцог на Орлеан, граф на Анжу
- 1465–1498: Луи II († 1515), негов син, като Луи XII крал на Франция

Луи XII издига Валоа на херцогство и го дава на своя роднина Франсоа от Ангулем, по-късният крал Франсоа I, който след това взема херцогството в Domaine royal.

## Херцози на Валоа
- Франц от Орлеан, † 1547, 1514 херцог на Валоа, 1515 като Франц I крал на Франция
- Жана дьо Валоа, † 1520, негова леля, 1516 херцогиня на Валоа
- Маргарита Валоа, † 1615, 1599 херцогиня на Валоа